# American Studies
Die American Studies (deutsch auch: Amerikastudien, Amerikakunde) sind ein interdisziplinäres Kulturfach, das sich mit Geschichte, Politik, Gesellschaft, Kultur und Sprache der Vereinigten Staaten befasst.

## American Studies vs. Amerikanistik
Die American Studies sind von der Amerikanistik zu unterscheiden, deren Beschäftigung sich auf Sprache und Literatur der Vereinigten Staaten beschränkt.

## Geschichte der American Studies
Als Begründer der American Studies gilt der amerikanische Literaturhistoriker Vernon Louis Parrington, der für sein einflussreiches dreibändiges Werk Main Currents in American Thought 1928 den Pulitzer-Preis für Geschichte gewonnen hat.

## American Studies im deutschsprachigen Raum

### Geschichte und Vertreter
Die American Studies wurden in Deutschland erstmals unter dem Nationalsozialismus begründet, mit Friedrich Schönemann als erstem Lehrstuhlinhaber. Obwohl das Fach offiziell als „Amerikanistik“ bezeichnet wurde, zielte Schönemann, ein überzeugter Nationalsozialist, auf eine umfassende Kulturanalyse der USA; im Mittelpunkt seiner Arbeit stand dann die Kritik an den amerikanischen Werten: Freiheit und Demokratie. Wie die Historiker Willi Paul Adams und Philipp Gassert aufgewiesen haben, wurde die NS-Geschichte des Faches bis heute noch nicht aufgearbeitet.
Ein weiterer früher Verteidiger des Konzepts in Deutschland war Arnold Bergstraesser. Als Pioniere der American Studies in der Bundesrepublik Deutschland gelten Hans Galinski und Ursula Brumm.
Viele der in dem Bereich wirkenden Frauen stehen heute dem Feminismus (Hanna Beate Schöpp-Schilling, Carmen Birkle) bzw. den Gender Studies (Gabriele Dietze, Sabine Sielke, Astrid Böger, Nicole Waller) nahe.

### American Studies und Canadian Studies
Die Kanadistik (Canadian Studies, „Kanada-Studien“) wird an vielen Universitäten im deutschsprachigen Raum als Teildisziplin der American Studies behandelt (so etwa im John-F.-Kennedy-Institut für Nordamerikastudien der FU Berlin), als Studienfach also oft nur in Kombination mit American Studies angeboten. Wegen der engen historischen Verbindungen zu Großbritannien ergeben sich jedoch vielfach Überschneidungen mit der Anglistik. Tatsächlich entwickelte sich die Kanadistik als landeskundliche Disziplin weniger aus der American Studies heraus, als aus den Commonwealth Studies.